# Гробље за кућне љубимце у Београду
 Гробље за кућне љубимце прво је гробље за сахрањивање животиња у Србији. Налази се на адреси у Рајковој улици 7 на Новом Београду. Радови на изградњи гробља завршени су 28. септембра 2023. године, а за сахрањивање отворено је 2. августа 2024.

## Опште информације
Гробље се налази у новобеоградском блоку 51 у насељу Бежанијска коса у Рајковој улици 7.
Почело је да се гради крајем јануара 2021. године. Уређивале су се јавне површине, радило на подземним инсталацијама, као и на занатским радовима, на административном објекту и изради стаза, ивичњака и саобраћајница.
Након завршетка радова на овом гробљу 28. септембра 2023. године постојало је 839 гробних места у низу на око 1000 м2. Један део гробља налази се у шуми и има капацитет 730 места на 200 м2, као и простор за заједничко сахрањивање на 1300 м2. У оквиру гробља постоји и врт сећања, односно ружичњак, који се простире на 200 м2.
На улазу око гробља обезбеђена су паркинг места, расвета, чесме, као и паркинг места за инвалиде. Нето вредност уговорених радова била је 130,3 милиона динара. Гробљем управља Јавно-комунално предузеће „Погребне услуге” Београд.